# Phyllostachys
Phyllostachys is een geslacht uit de grassenfamilie (Poaceae). De soorten van dit geslacht komen voor in Oost-Azië.